# Kunekune

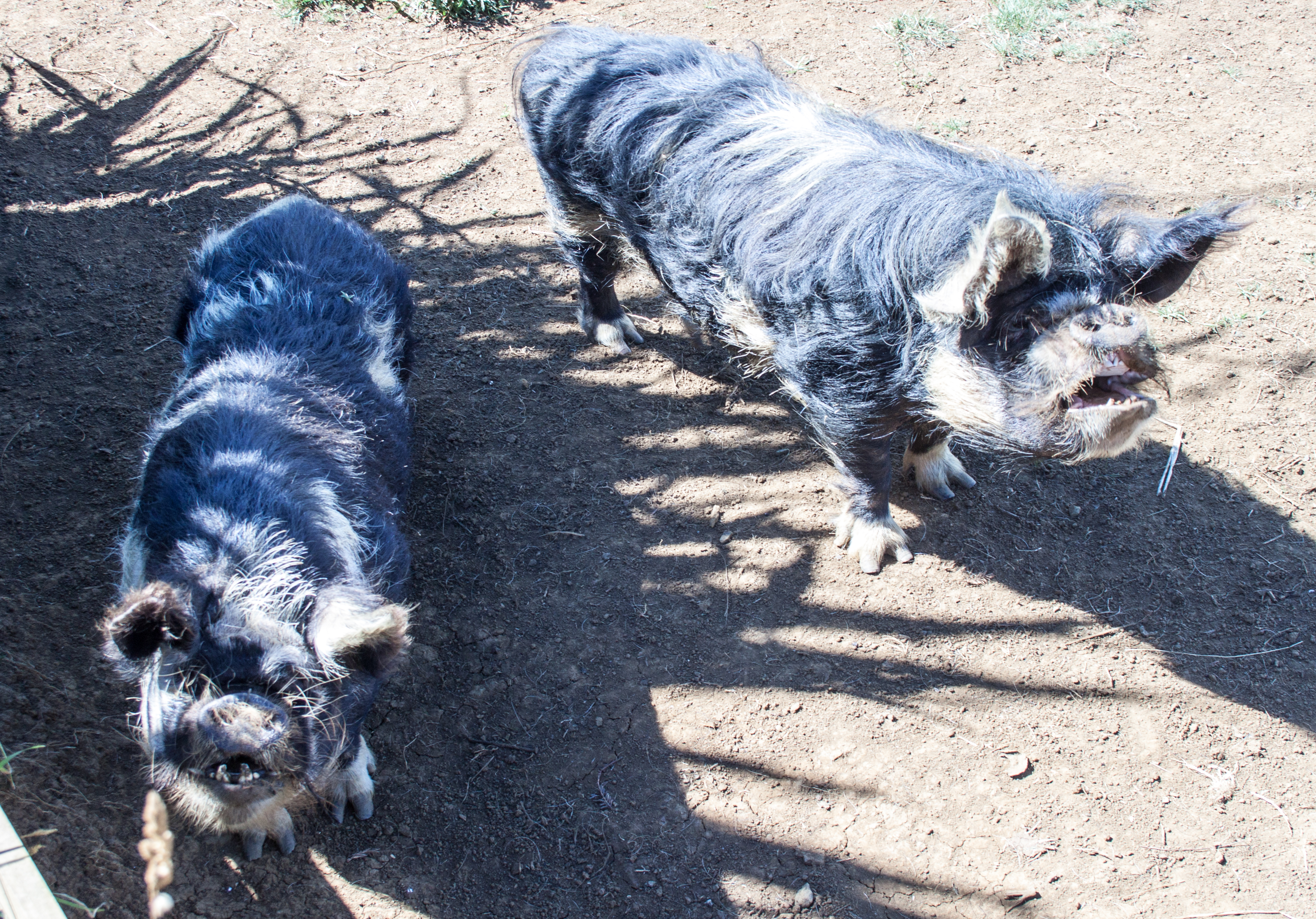
Kunekune sertések Új-Zélandon

A kunekune (jelentése maori nyelven kövér és kerek, kiejtése körülbelül „kúnikúni”) a párosujjú patások rendjén belül a sertésfélék családjába tartozó új-zélandi domesztikált fajta. Erős szőrzete van, színe változatos, egyszínű, tarka, háromszínű is lehet, testfelépítése rövid és kerek, álla alatt két bőrlebernyeg található, amit a maorik piri-pirinek neveznek. Természete békés, barátságos, a vietnámi csüngőhasú sertéshez hasonlóan házi kedvencként is tartják.

## Történetük
A fajta a 19. században jött létre, amikor a korai európai bálnavadászok, kereskedők ázsiai vagy óceániai sertéseket hoztak új-zélandi településeikre, saját maguk ellátására. (Hasonló típusú, de távolról sem azonos fajtájú sertések ma is élnek Ázsiában, Polinéziában és Dél-Amerikában is, de DNS-vizsgálatok kizárták, hogy már a maori telepesek hozhatták volna azokat magukkal a betelepülésükkor.) A sertések elszaporodtak, a maori őslakók is megkedvelték a fajtát. A kunekune markánsan különbözik az ugyancsak az európaiak, elsőként James Cook kapitány által behozott, "Captain Cooker"-nek nevezett, európai eredetű fajtától, ami nagyobb testű és később elvadult, leszármazottai helyenként ma is vaddisznóként élnek az országban.
A kunekune fajtát a 19. század végétől szinte kizárólag a maorik tartották. A 20. század második felére végképp visszaszorult, az 1980-as évekre már csak mintegy 50 ilyen tisztavérű állat élt Új-Zélandon. Ekkor Michael Willis és John Simister vadaspark-tulajdonosok programot indítottak a fajta visszaállítására, ami nagy sikert ért el. 2010 körül már nem csak Új-Zélandon, hanem a külföldön is több országban (Egyesült Államok, Nagy-Britannia, Hollandia) hobbi-állatként tartották és tenyésztették.

## Megjelenése
A kunekune magassága mindössze 60 cm, ezzel a legalacsonyabb sertésfajták közé tartozik. Hossza 95–115 cm. Lábuk és pofájuk rövid, fülük álló. A felnőtt kanoknak hegyes, jól látható agyarai vannak. A kifejlett állat súlya 60 és 200 kg között váltakozhat.

## Életmódja
A kunekune barátságos, az ember közelségét kedvelő állat. Könnyen tanítható, intelligens. Jól tűri a különböző éghajlatokat, szeret szabadban, erdős vagy füves terepen tartózkodni. Nagy kertekben is könnyen tartható.

### Táplálkozása
Igénytelen, szinte kizárólag füves legelői táplálkozással is beéri. 1 acre, azaz kb. 0,4 hektár legelőn öt állat is megél más takarmány nélkül is.

### Szaporodása
A kanok 6-7 hónapos, a kocák 5 hónapos korukban válnak ivaréretté, de általában csak egyéves korukban engedik össze őket. Egy alomban átlagosan 7 malac van.

## Fordítás
- Ez a szócikk részben vagy egészben a Kunekune című angol Wikipédia-szócikk ezen változatának fordításán alapul.  Az eredeti cikk szerkesztőit annak laptörténete sorolja fel. Ez a jelzés csupán a megfogalmazás eredetét és a szerzői jogokat jelzi, nem szolgál a cikkben szereplő információk forrásmegjelöléseként.
- Ez a szócikk részben vagy egészben a Kunekune (Schweinerasse) című német Wikipédia-szócikk ezen változatának fordításán alapul.  Az eredeti cikk szerkesztőit annak laptörténete sorolja fel. Ez a jelzés csupán a megfogalmazás eredetét és a szerzői jogokat jelzi, nem szolgál a cikkben szereplő információk forrásmegjelöléseként.